# Паулі Йоргенсен
Паулі Йоргенсен (дан. Pauli Jørgensen, нар. 4 грудня 1905, Фредеріксберг, Данія — пом. 30 жовтня 1993, Фредеріксберг) — данський футболіст, що грав на позиції нападника. За версією національної федерації — найкращий гравець в історії данського футболу (1971).

## Клубна кар'єра
На юнацькому рівні виступав за команди Б-1908 (1916–1917), «Фрем» (1918–1919) і «Фікс» (1920–1923). В останньому колективі грав під час навчання на автослюсаря.
З 1924 року — знову у складі «Фрема». У дебютному матчі проти команди КФУМ відзначився двома забитими голами. 1928 року отримав запрошення від англійського «Хаддерсфілд-тауна», але зваживши все, вирішив залишитися в аматорах. 
П'ять разів був найрезультативнішим гравцем ліги Копенгагена, а в сезоні 1936/37 — чемпіонату Данії (19 голів). Чотириразовий чемпіон Данії. Останній матч за клуб зіграв 31 травня 1942 року, проти АБ (нічия — 2:2). Всього провів 283 лігових матчі, 245 забитих м'ячів.

## Виступи за збірну
У складі національної збірної дебютував 27 вересня 1925 року. Матч в Орхусі з командою Фінляндії завершився внічию — 3:3. Йоргенсен відзначився двома забитими м'ячами. Ця гра стала останньою для іншого легендарного данського форварда — Поуля Нільсена.
Учасник чотирьох перших чемпіонатів серед країн Скандинавії та турніру, присв'яченому 50-річчю Данського футбольного союзу (1939).
Протягом кар'єри у національній команді, яка тривала 15 років, провів у формі головної команди країни 47 матчів, забивши 44 голи.

## Кар'єра тренера
Розпочав тренерську кар'єру невдовзі по завершенні кар'єри гравця, 1943 року, очоливши тренерський штаб клубу «Фрем».
Останнім місцем тренерської роботи був клуб «Драфн», головним тренером команди якого Паулі Йоргенсен був до 1949 року.

## Досягнення
- Чемпіонат Данії.

Чемпіон (5): 1931, 1933, 1936, 1941 (гравець), 1944 (тренер)
Друге місце (4): 1930, 1935, 1937, 1938
- Чемпіонат Копенгагена[en].

Чемпіон (1): 1933
Друге місце (2): 1929, 1937
- Кубок Копенгагена[en].

Володар (4): 1925, 1927, 1938, 1940
Фіналіст (4): 1930, 1934, 1939, 1944

## Статистика
Статистика виступів у збірній:
| Рік    | Ігри | Голи |
| ------ | ---- | ---- |
| 1925   | 2    | 2    |
| 1926   | 1    | 0    |
| 1927   | 1    | 1    |
| 1928   | 3    | 3    |
| 1929   | 3    | 4    |
| 1930   | 4    | 7    |
| 1931   | 5    | 4    |
| 1932   | 5    | 6    |
| 1933   | 4    | 1    |
| 1934   | 3    | 4    |
| 1935   | 4    | 1    |
| 1936   | 4    | 4    |
| 1937   | 1    | 0    |
| 1938   | 1    | 0    |
| 1939   | 6    | 7    |
| Всього | 47   | 44   |